# Пинелли, Джузеппе

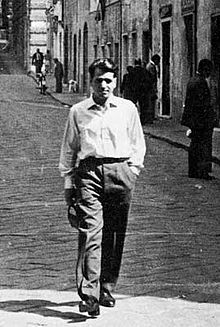
Джузеппе Пинелли

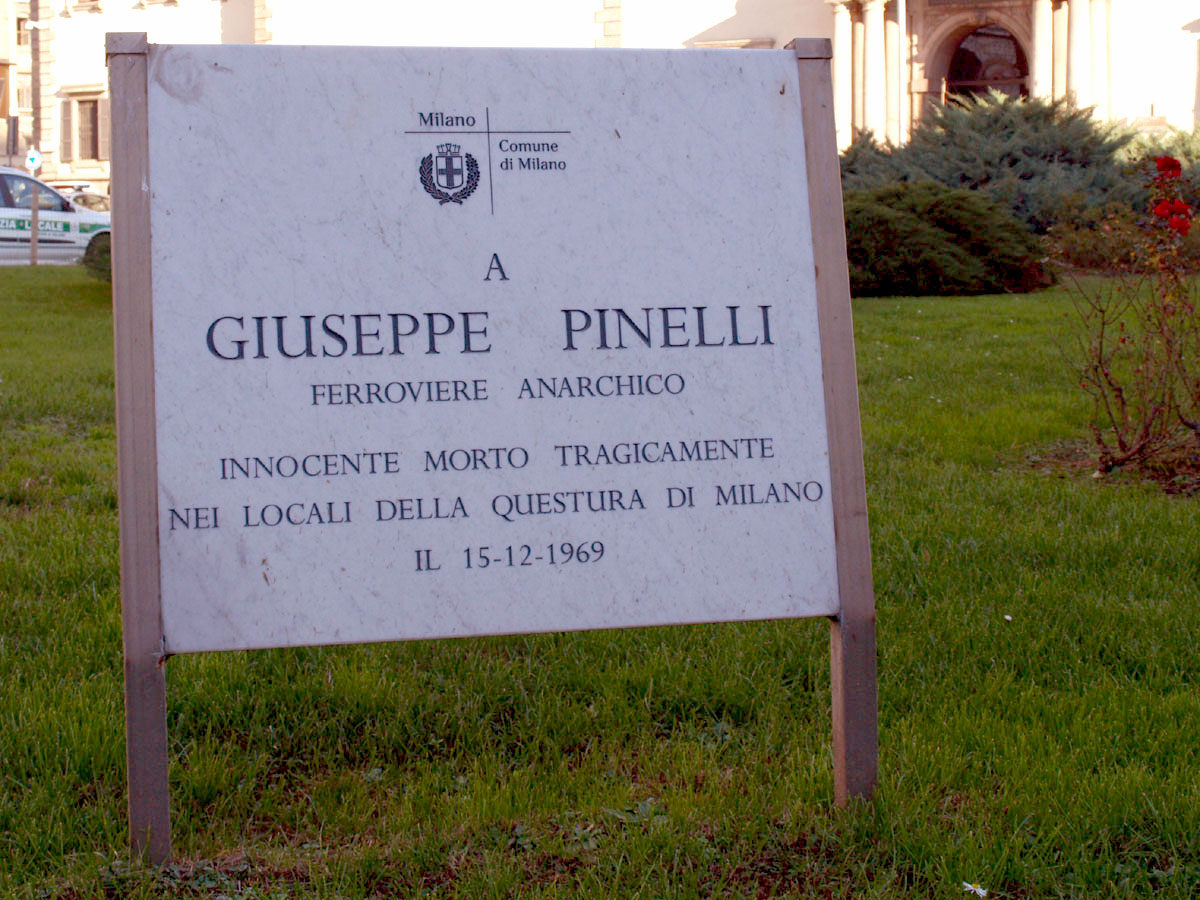
Новая мемориальная табличка в память о Джузеппе Пинелли, в отличие от старой, которая тоже сохранилась

Джузеппе «Пино» Пинелли (итал. Giuseppe «Pino» Pinelli, 21 октября 1928 — 15 декабря 1969), итальянский железнодорожный рабочий и анархист, умер во время задержания итальянской полицией в 1969 году. Пинелли был членом миланской анархистской ассоциации под названием «Ponte della Ghisolfa». Он также был секретарём итальянского отделения Анархического чёрного креста. Его смерть, которая, как многие полагают, была вызвана сотрудниками полиции, вдохновила лауреата Нобелевской премии Дарио Фо написать свою знаменитую пьесу под названием «Случайная смерть анархиста».

## Ранние годы
Пинелли родился в Милане у Альфредо Пинелли и Розы Малакарне. Его семья была из рабочего класса, жила в одном из беднейших районов Милана после Первой мировой войны. Хотя ему приходилось работать на многих низкооплачиваемых должностях, таких как официант и работник склада, чтобы свести концы с концами, он, тем не менее, нашёл время, чтобы прочитать много книг и стать политически активным в юности. Помимо другой политической деятельности, он также работал с анархистской группой, издающей еженедельную газету Il Libertario.

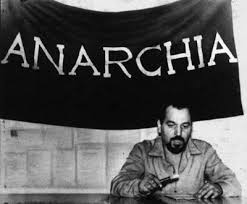
Пинелли в анархистском клубе Ponte della Ghisolfa

В 1954 г. устроился слесарем-железнодорожником. В 1955 году он женился на Лисии Роньини, с которой познакомился на вечернем уроке эсперанто.
В течение 1960-х он продолжал анархистскую деятельность. В 1962 году он организовал молодых анархистов в Gioventù Libertaria (Либертарная молодёжь). Он помог основать «Ассоциацию анархистов Сакко и Ванцетти» в 1965 году. В 1968 году Джузеппе основал ассоциацию Ponte della Ghisolfa (названную в честь близлежащего моста).

## Подозрительные обстоятельства его смерти
12 декабря 1969 года на площади Пьяцца Фонтана в Милане взорвалась бомба, в результате чего 17 человек погибли и 88 получили ранения. Пинелли был задержан вместе с другими анархистами для допроса относительно нападения. Незадолго до полуночи 15 декабря 1969 года Пинелли упал, разбившись насмерть, из окна четвёртого этажа полицейского участка Милана. Трое полицейских, допрашивающих Пинелли, в том числе комиссар Луиджи Калабрези, в 1971 году были привлечены к уголовной ответственности за его смерть, но судебное разбирательство пришло к выводу, что это произошло по случайным причинам.
С тех пор имя Пинелли было оправдано, и в теракте 1969 года на площади Пьяцца Фонтана была обвинена ультраправая организация Пино Раути Ordine Nuovo (в 2001 году были осуждены трое неофашистов, приговор был отменён в марте 2004 года; четвёртый обвиняемый, Карло Дигилио, был подозреваемым информатором ЦРУ, который стал свидетелем со стороны государства и получил иммунитет от судебного преследования).
Позже, в 1972 году, Калабрези был убит двумя выстрелами из револьвера возле своего дома. В 1988 году бывший лидер Lotta Continua Адриано Софри был арестован вместе с Овидио Бомпресси и Джорджо Пьетростефани за убийство Калабрези. Обвинения против них были основаны на показаниях, представленных 16 лет спустя Леонардо Марино, бывшим боевиком, который сознался в убийстве Калабрези по приказу Адриано Софри. Утверждая свою невиновность, Софри был окончательно осуждён после весьма спорного судебного процесса в 1997 году.

## В популярной культуре
Смерть Пинелли вдохновила на создание следующих произведений:
- Пьеса Дарио Фо «Случайная смерть анархиста», хотя в оригинальном сценарии его имя не упоминалось явно[4].
- Картина итальянского художника Энрико Бай «Похороны анархиста Пинелли»[4].
- Политический документальный фильм 12 декабря (1972) режиссёра Джованни Бонфанти по идее Пьера Паоло Пазолини[15].
- Песня Баллада для анархиста Пинелли (итал. Ballata per l'Anarchico Pinelli)[16].
- Популярная песня Баллада о Пинелли (итал. La ballata del Pinelli)[17].
- Фильм «Пьяцца Фонтана: Итальянский заговор[англ.]»: Пинелли изображал Пьерфранческо Фавино.

Намеки на смерть Пинелли также есть в песнях «Asilo 'Republic'» Васко Росси и Quarant’anni группы Modena City Ramblers.